# 夢古道おわせ
座標: 北緯34度3分38.5秒 東経136度12分58.4秒 / 北緯34.060694度 東経136.216222度

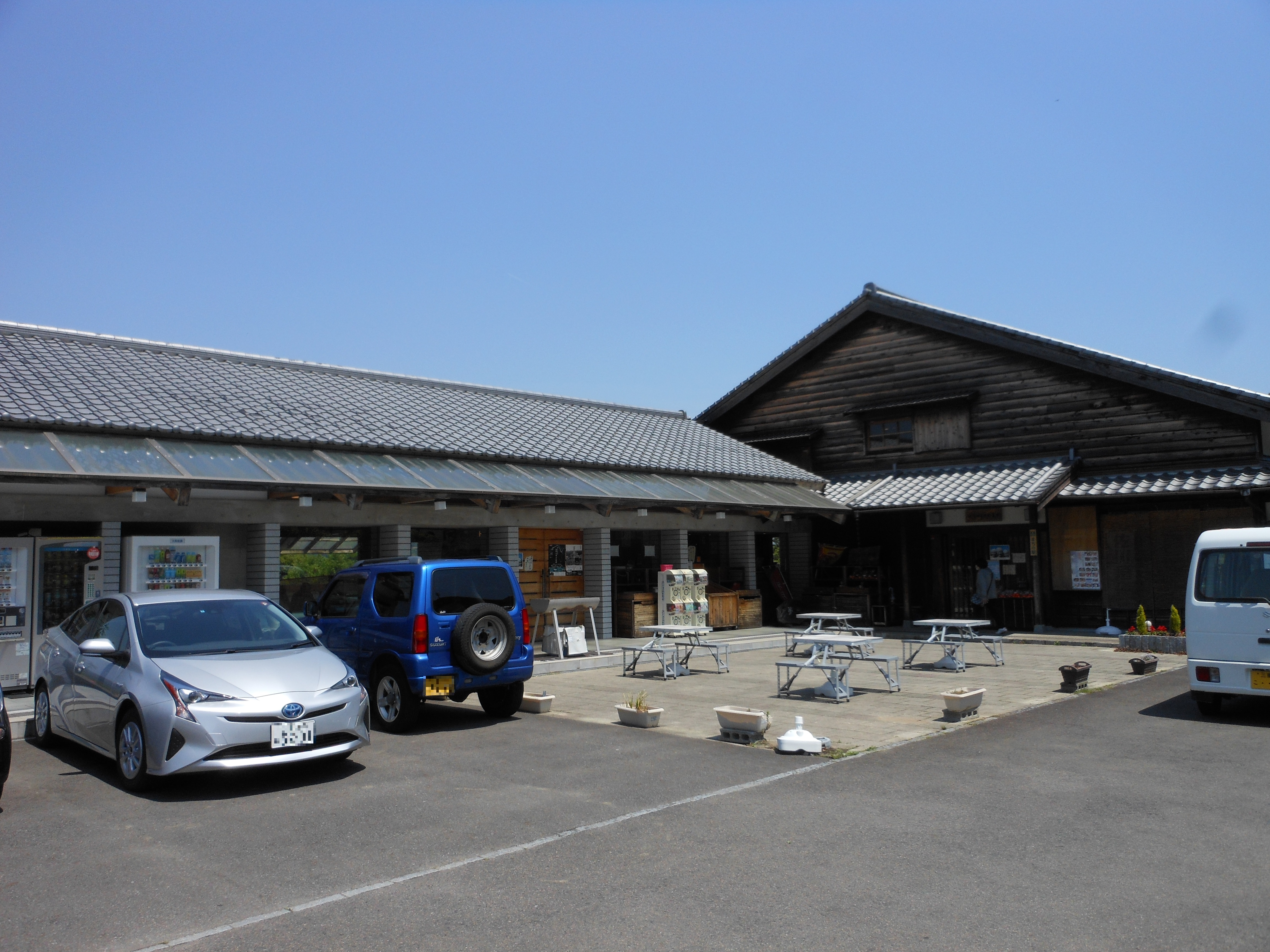
夢古道おわせ（2016年4月撮影）

夢古道おわせ（ゆめこどうおわせ）は、三重県尾鷲市にある、地域の情報発信を目的とした施設である。正式には「地域資源活用総合交流施設」と称する。三重県立熊野古道センターの敷地内にある。

## 概要

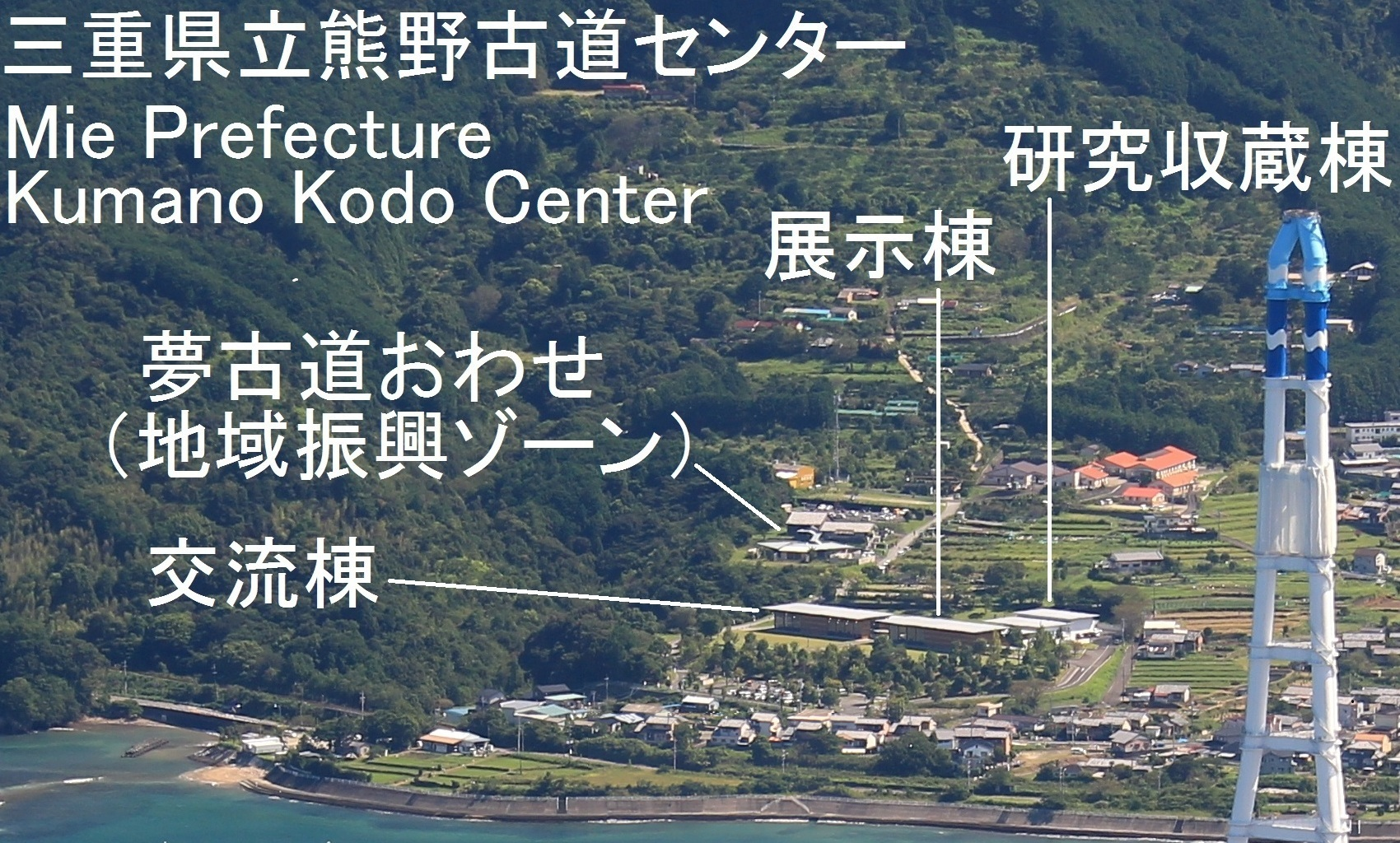
三重県立熊野古道センターの「地域振興ゾーン」にある夢古道おわせ

三重県立熊野古道センターの「地域振興ゾーン」にあり、「尾鷲市地場特産品情報交流センター」と「夢古道の湯」の2つからなる。「尾鷲市地域資源活用総合交流施設の設置及び管理に関する条例」に基づいて設置され、運営は指定管理者が行うことになっている。2011年現在の指定管理者は、「株式会社熊野古道おわせ」である。

## 歴史

### 開設の経緯
熊野古道は、2004年（平成16年）7月7日に「紀伊山地の霊場と参詣道」として世界遺産に登録され、来訪者が増加してきた。そして、文化・学術施設として三重県立熊野古道センターが建設されることが決定した。尾鷲商工会議所では、同年に熊野古道センターの活用を考える会を設立し、2005年（平成17年）6月27日に当時の三重県知事・野呂昭彦へ要望書を提出した。当初は、熊野古道センター内にカフェテリア等を設置することを要望したが叶わず、隣接地に賑わい創出拠点として「夢古道おわせ」の設置が行われる運びとなった。そして2006年（平成18年）4月3日に、尾鷲商工会議所の会員や一般市民らの出資を得て、「株式会社熊野古道おわせ」が設立された。これは指定管理者の募集を出したところ、地元からなかなか名乗りが上がらなかったため、設立された企業である。

### 開設後
2007年（平成19年）2月10日に情報発信基地である熊野古道センターが設立された。夢古道おわせは、同年4月28日にオープンした。地元特産品の情報発信・尾鷲ブランドの創出・雇用の創出・地域活性化を目的としている。同時に、スカイフードレストランのランチバイキングが始まった。
ランチバイキングは成功を収めたが、更に長時間滞在してもらうためには新たな魅力づくりが求められ、2008年（平成20年）4月11日、海洋深層水「みえ尾鷲海洋深層水」を活用した温浴施設「夢古道の湯」がオープンした。タラソテラピー施設にすることも検討されたが、日本では経営に苦戦しているところが多いため、温浴施設となった。海洋深層水を使った風呂ともあり、「他にないお風呂」として好評で、京都府や静岡県、岐阜県からの利用者もいる。

## 夢古道の湯
尾鷲市沖の深海415mから汲み取った「みえ尾鷲海洋深層水」を使った温浴施設。温泉ではない。清浄性・無機栄養塩類が豊富・低温安定性などの特徴がある。東北大学の教員との共同研究により、水道水と深層水の混合比率が決定した。また、尾鷲ヒノキを風呂に浮かべる「世界遺産風呂」などのイベントを実施している。湯に浮かべる尾鷲ヒノキには間伐材を使用しており、用途が局限されていた間伐材の用途拡大に貢献した。
- 露天風呂 - 浴槽は信楽焼。電気分解による酸性の湯、アルカリの湯があり、酸性の湯は除菌効果、アルカリの湯は肌をすべすべにする効果が期待できるという[12]。
- ドライサウナと超軟水ミストサウナ - ドライサウナは尾鷲ヒノキを使用。男女入れ替え制のため、どちらか一方のみ使用可[13]。

## ランチバイキング

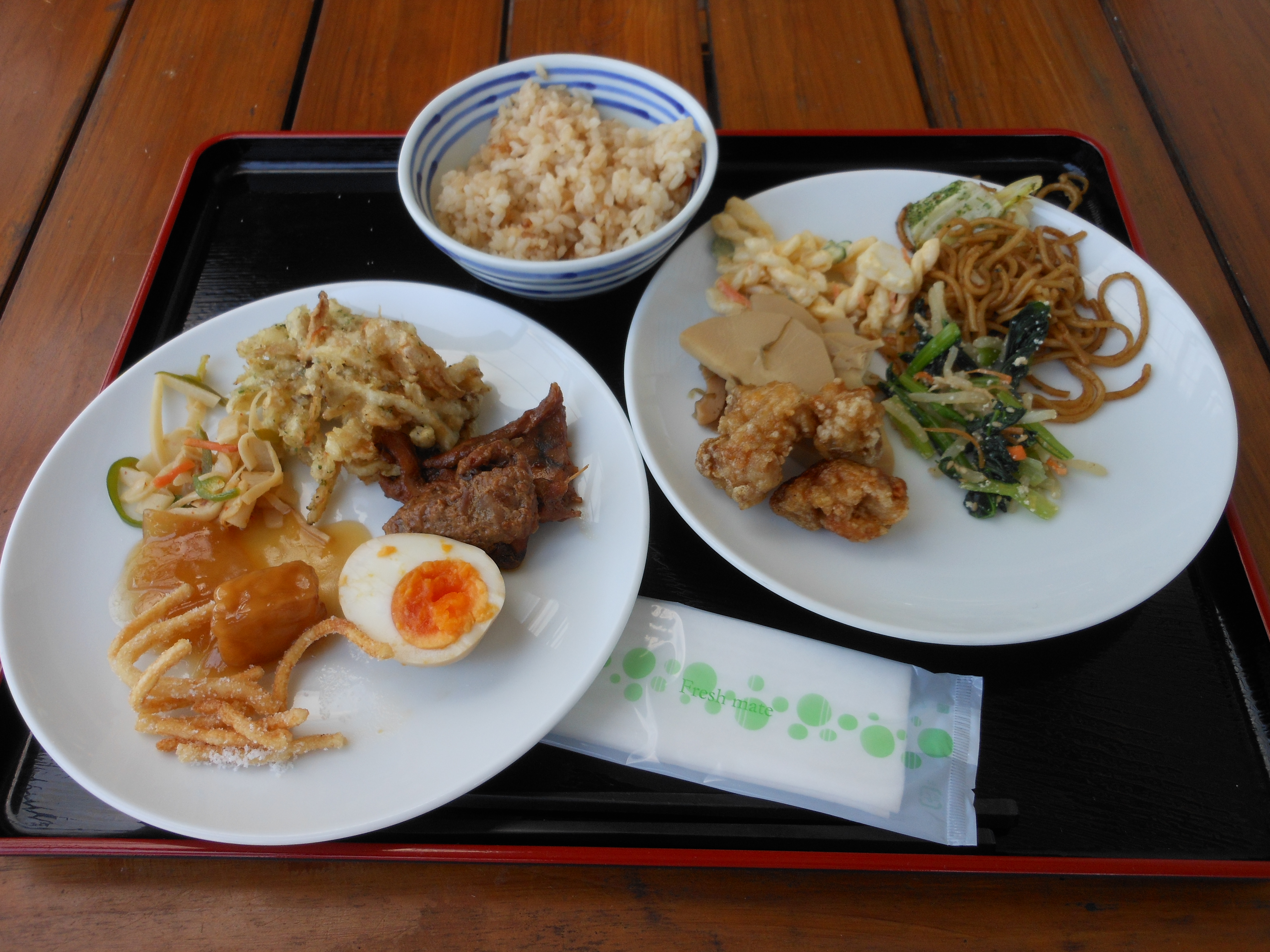
ランチバイキングの料理（一例）

夢古道おわせの飲食スペース「スカイフードレストラン」で提供されており、地元で採れた海・山の旬な食材を使って、地元3グループ（「NPO法人天満浦百人会」、「企業組合向井フレンズ」、「企業組合ななうらの郷」）が提供している。
3グループは週替わりでレストランを運営し、「ここだけ・これだけ・いまだけ」をキャッチフレーズに、郷土料理やアイディア料理を提供する。
過疎・高齢化が進む地域としては異例の集客数を実現しており、3グループは2010年（平成19年）3月に「第19回食アメニティコンテスト農林水産大臣賞」を受賞した。地元食材を使った地元料理という、地域住民にとっては特別でないものを地域資源として活用できたことが成功要因とされる。

## 熊野古道おわせ
株式会社熊野古道おわせ（くまのこどうおわせ）は、夢古道おわせを運営する株式会社。同社の「農産品等を活用した特産品の開発や体験学習の推進」が評価され、農林水産省と経済産業省が2008年（平成20年）4月4日に選定した「農商工連携88選」に選ばれた。社長は、尾鷲商工会議所会頭と土井八郎兵衛、実際に運営を担当する店長は、尾鷲商工会議所経営指導員であった伊東将志が務めている。夢古道おわせの指定管理業務は2007年（平成19年）4月3日から正式に指定を受けて実施している。

## 交通
所在地：〒519-3611 三重県尾鷲市大字向井字村島12番地の4
- JR紀勢本線尾鷲駅より尾鷲市ふれあいバス紀伊松本行き乗車、「熊野古道センター前」下車。
- JR・近鉄松阪駅より三重交通路線バス56系統松阪熊野線利用、「熊野古道センター前」下車。